# 圣母圣衣堂 (阿马尔菲)
圣母圣衣堂（Chiesa di Santa Maria del Carmine）位于意大利南部坎帕尼亚大区市镇阿马尔菲的圣衣小广场（Piazzetta del Carmine）。
每年7月16日的圣母圣衣瞻礼，晚上会在广场上举行圣像游行。